# Andrea Stella
Andrea Stella (Orvieto, 22 de febrero de 1971) es un ingeniero italiano y director deportivo de la escudería McLaren de Fórmula 1. Anteriormente fue Ingeniero de Rendimiento e Ingeniero de Carrera en la Scuderia Ferrari, donde entre otros lo fue para  Michael Schumacher, Kimi Räikkönen y Fernando Alonso.

## Formación
Se licenció en ingeniería aeroespacial en la Universidad de Roma La Sapienza con una tesis experimental realizada en el CEIMM (Centro de Experiencias Hidrodinámicas Marinas) de Roma.

## Fórmula 1
Comenzó su carrera en Ferrari en el año 2000 como Ingeniero de Rendimiento para el equipo de pruebas, antes de ser Ingeniero de Rendimiento de Michael Schumacher (2002-2006) y luego Kimi Räikkönen (2007-2008). Pasó a ser Ingeniero de Carrera para Räikkönen (2009) y luego para Fernando Alonso (2010-2014). En 2006, también trabajó como Ingeniero de Pista con Valentino Rossi, cuando el motociclista hizo una prueba con Ferrari.
Se unió a McLaren en 2015 como Jefe de Operaciones de Carrera, pasando a Director de Rendimiento en 2018 y Director de Carreras en 2019. En el último rol, forma un triunvirato con James Key como Director Técnico y Piers Thynne como Director de Producción, todos bajo la dirección general de Andreas Seidl. En 2023 pasa a ser el director del equipo McLaren.